# 辣椒油
辣椒油（簡稱：辣油）是一種在亞洲地區被大量使用的辣味調味料。和辣醬、辣粉不同，主體為油狀物。在中國、日本、韓國、泰國都有不同種類的辣油存在。光是在中國，根据使用辣椒粉、辣椒碎或是辣椒段，是否加花椒、大料以及葱、姜、蒜等香料，乃至花生、黄豆等其他食材就可以衍生出数十种辣椒油品种。

## 關聯條目
- 花椒油
- 港式辣油
- 日式辣油
- 油潑辣子
- 辣醬